# Kornbühl, Bühlberge und Woogtal
Das Gebiet Kornbühl, Bühlberge und Woogtal ist ein mit der Verordnung vom 26. März 2025 durch das Regierungspräsidium Tübingen ausgewiesenes Naturschutzgebiet auf dem Gebiet der Stadt Burladingen im Zollernalbkreis.

## Lage
Das rund 174 Hektar große Naturschutzgebiet Kornbühl, Bühlberge und Woogtal gehört zum Naturraum Mittlere Kuppenalb. Es liegt südwestlich des Burladinger Ortsteils Salmendingen auf dem sogenannten Heufeld. 
Das Gebiet befindet sich auf einer Höhe zwischen 772 m ü. NN und 886,5 m ü. NN. Die höchste Erhebung ist die Kuppe des Kornbühls. Es umfasst mehrere Teilgebiete, darunter die markanten Kuppen des Kornbühls und der Bühlberge. Zudem gehören die Hänge von Monkhalde, Geißhalde und das Tal der Woog, eines nicht ständig wasserführenden Baches, zum Schutzgebiet.

## Schutzzweck
Wesentlicher Schutzzweck „ist die Erhaltung des vielfältig strukturierten Gebiets als Lebensstätte seltener und schutzbedürftiger Tier- und Pflanzenarten und deren Lebensgemeinschaften sowie als kulturhistorisch und ästhetisch herausragender Landschaftsteil.“

## Beschreibung
Das Gebiet zeichnet sich insbesondere durch artenreiche Grünlandflächen, wie magere Flachlandmähwiesen, Kalkmagerrasen und Feuchtwiesen aus. Die Kuppen der Bühlberge sind mit Waldgersten-Buchenwald bestockt. Der Kornbühl zeichnet sich durch eine Wacholderheide aus. Zusammen mit der St.-Anna-Kapelle gilt der Kornbühl als eines der Wahrzeichen der Schwäbischen Alb.
Am Fuße des Kornbühls bildet sich nach starker Schneeschmelze oder nach Starkregenfällen der Märzenbronnen, ein temporärer See.
Die Hänge von Monkhalde und Geißhalde sind terrassiert und zeichnen sich durch zahlreiche Feldhecken, Feldraine und Saumstrukturen aus.

## Flora und Fauna
Als besonderer Schutzzweck werden folgende im Gebiet vorkommende Arten geführt:
Pflanzen:
- Berg-Wohlverleih (Arnica montana)
- Frühlingsenzian (Gentiana verna)
- Abgebissener Pippau (Crepis praemorsa)
- Geflecktes Ferkelkraut (Hypochaeris radicata)
- Kärntner Berg-Hahnenfuß (Ranunculus carinthiacus)
- Mausfell-Kissenmoos (Grimmia crinita).

Tiere:
- Baumpieper (Anthus trivialis)
- Bluthänfling (Carduelis cannabina)
- Mittlerer Perlmutterfalter (Fabriciana niobe)
- Thymian-Ameisenbläuling (Phengaris arion)
- Sonnenröschen-Würfel-Dickkopffalter (Pyrgus alveus)
- Dunkler Wiesenknopf-Ameisenbläuling (Phengaris nausithous)
- Platterbsen-Widderchen (Zygaena osterodensis)
- Skabiosenschwärmer (Hemaris tityus)
- Wanstschrecke (Polysarcus denticauda)
- Berg-Kleesandbiene (Andrena intermedia)
- Gebänderte Pelzbiene (Anthophora aestivalis)
- Grubenhummel (Bombus subterraneus)
- Holz-Blattschneiderbiene (Megachile ligniseca)
- Hufeisenklee-Mauerbiene (Osmia xanthomelana)
- Variabler Erdbock (Iberodorcadion fuliginator)
- Felsen-Kleinrüssler (Ceutorhynchus similis)
- Gestreifter Steppenrüssler (Pseudocleonus grammicus)

## Geschichte
Bereits seit dem Jahr 1983 stand die Kuppe des Kornbühls unter Naturschutz. Dieses Schutzgebiet wurde mit der Ausweisung des neuen Naturschutzgebiets aufgehoben.

## Zusammenhängende Schutzgebiete
Das Naturschutzgebiet überschneidet sich in großen Teilen mit dem FFH-Gebiet Salmendingen/Sonnenbühl und im Westen mit dem Landschaftsschutzgebiet Oberes Starzeltal und Zollerberg. Eine Buche an den Bühlbergen ist als Naturdenkmal ausgewiesen.